# ヒカリ、ヒカル
「ヒカリ、ヒカル」は、宮野真守の5枚目のシングル。2010年12月8日にキングレコードから発売された。

## 概要
前作「REFRAIN」から約1年2か月ぶりとなる、2010年1作目のリリース作品である。
2曲目「DISCOTIQUE09」では、プロデューサーにSTYを迎えている。3曲目には、クリスマスソング「Xmas to you」が収録されている。

## 収録曲
1. ヒカリ、ヒカル [5:04]
作詞：ucio / 作曲・編曲：TSUGE
2. DISCOTIQUE09 [3:35]
作詞・作曲・編曲：STY
3. Xmas to you [4:23]
作詞・作曲：成本智美 / 編曲：木原良輔

## 収録アルバム
| 曲名           | 収録アルバム   | 発売日        | 備考                  |
| -------------- | -------------- | ------------- | --------------------- |
| ヒカリ、ヒカル | 『FANTASISTA』 | 2012年4月18日 | 3rdオリジナルアルバム |